# Pavel Kryvitski
Pavel Kryvitski (né le 17 avril 1984) est un athlète biélorusse spécialiste du lancer du marteau.
Il remporte la médaille d'or des Championnats d'Europe espoirs 2005 d'Erfurt avec un lancer à 73,72 m. Huitième des Championnats du monde 2009, il s'adjuge le titre des Championnats d'Europe par équipes 2010 avec la marque de 77,79 m. Il termine 5e à Daegu 2011.
Son record personnel de 80,67 m est établi à Minsk le 11 août 2011.
Lors des Jeux olympiques de 2012, il est convaincu de dopage à la suite d'une réanalyse des échantillons en 2016 qui révèle la présence de deux substances interdites, le stanozolol et la déhydrochlorméthyltestostérone (turinabol).

## Palmarès
| Date | Compétition                          | Lieu                  | Place | Marque  |
| ---- | ------------------------------------ | --------------------- | ----- | ------- |
| 2005 | Championnats d'Europe espoirs        | Erfurt                | 1er   | 73,72 m |
| 2009 | Championnats du monde                | Berlin                | 8e    | 76,00 m |
| 2010 | Championnats d'Europe par équipes    | Bergen                | 1er   | 77,79 m |
| 2011 | Championnats du monde                | Daegu                 | 5e    | 78,53 m |
| 2013 | Coupe d'Europe hivernale des lancers | Castellón de la Plana | DQ    | DQ      |